# Premiul Independent Spirit pentru cel mai bun actor în rol secundar
Premiul Independent Spirit pentru cel mai bun actor în rol secundar (în engleză Independent Spirit Award for Best Supporting Performance) este unul dintre premiile anuale acordate de Film Independent, o organizație non-profit dedicată filmelor independente și realizatorilor de film independenți. A fost acordat pentru prima dată în 1985, după gen, la categoriile Cel mai bun actor bărbat în rol secundar și Cea mai bună actriță în rol secundar. Din 2022, s-a renunțat la gen și se acordă un singur premiu. (La fel s-a procedat și în cazul premiilor Cel mai bun actor în rol principal și Cea mai bună actriță în rol principal care au fost unite ca Premiul Independent Spirit pentru cel mai bun actor (în engleză Independent Spirit Award for Best Lead Performance)).

## Nominalizări

### Anii 2020
| An   | Actor              | Film                       | Rol                 |
| ---- | ------------------ | -------------------------- | ------------------- |
| 2022 | Jamie Lee Curtis   | Orice, oriunde, oricând    | Deirdre Beaubeirdre |
| 2022 | Brian Tyree Henry  | Causeway                   | James               |
| 2022 | Nina Hoss          | Tár                        | Sharon Goodnow      |
| 2022 | Brian d'Arcy James | The Cathedral              | Richard Damrosch    |
| 2022 | Ke Huy Quan        | Orice, oriunde, oricând    | Waymond Wang        |
| 2022 | Trevante Rhodes    | Bruiser                    | Porter              |
| 2022 | Theo Rossi         | Emily the Criminal         | Youcef              |
| 2022 | Mark Rylance       | Bones and All              | Sully               |
| 2022 | Jonathan Tucker    | Palm Trees and Power Lines | Tom                 |
| 2022 | Gabrielle Union    | The Inspection             | Inez French         |